# Gudrun Burwitz

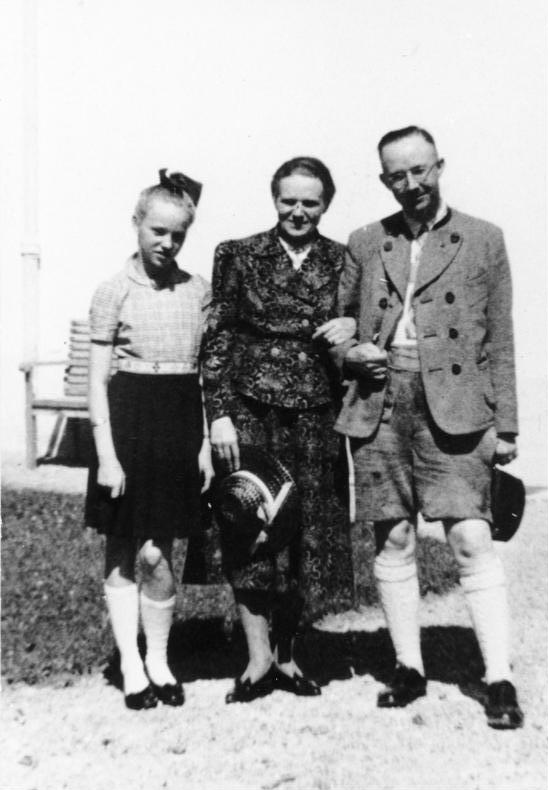
Gudrun (links) mit Mutter Margarete und Vater Heinrich Himmler

Gudrun Burwitz (geborene Himmler; * 8. August 1929 in München; † 24. Mai 2018 ebenda) war das einzige leibliche Kind aus der Ehe von Margarete und Heinrich Himmler. Dieser war Reichsführer SS, Chef der deutschen Polizei und später Reichsinnenminister in der Zeit des Nationalsozialismus. Gudrun Burwitz blieb nach 1945 der Ideologie ihres Vaters verhaftet und betätigte sich aktiv in rechtsextremen und neonazistischen Kreisen, insbesondere im Verein Stille Hilfe, der inhaftierte, verurteilte oder flüchtige ehemalige SS-Mitglieder in Notlagen unterstützt. Zwei Jahre arbeitete sie unter falschem Namen als Sekretärin beim Bundesnachrichtendienst (BND).

## Leben

### Kindheit und Jugend

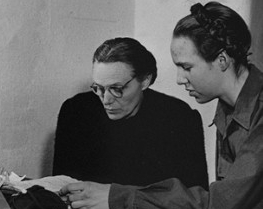
Gudrun (rechts) mit Mutter Margarete Himmler (24. November 1945)

Gudrun Margarete Elfriede Burwitz wuchs in Bayern auf. Von ihren Eltern („Heini“ und „Marga“) wurde sie „Püppi“ genannt. Da Gudrun mit ihrer Mutter in Gmund am Tegernsee wohnte, während sich Heinrich Himmler überwiegend in Berlin aufhielt, bestand der Kontakt zu ihrem Vater nur aus gelegentlichen Besuchen, Briefen und zahlreichen Telefonaten. Ab März 1933 lebte noch Gerhard von der Ahé mit in der Familie. Der Sohn eines bei Straßenschlachten erschossenen SS-Mannes war Waise und Pflegekind der Himmlers. Mit neun Jahren kam Gerhard zunächst in ein Starnberger Internat und dann im Frühjahr 1939 in eine Erziehungsanstalt in Berlin-Spandau. Ab 1939 oder 1940 war Gudrun Mitglied der NS-Jugendorganisation Bund Deutscher Mädel und ab da auch von der Mutter oft getrennt, die zeitweilig beim Deutschen Roten Kreuz arbeitete. Sie hat zwei Halbgeschwister: Helge (* 15. Februar 1942 im Sanatorium Hohenlychen) und Nanette-Dorothea (* 20. Juli 1944 in Berchtesgaden) aus der außerehelichen Beziehung ihres Vaters zu Hedwig Potthast, die hauptsächlich in Berlin lebte.
Wenige Tage vor Ende des Zweiten Weltkrieges wurden sie und ihre Mutter am 19. April 1945 von Gmund nach Südtirol gebracht und dort versteckt, aber von SS-Leuten an die amerikanischen Truppen verraten und am 13. Mai 1945 in Arrest genommen. Sie kamen zunächst in ein Internierungslager in Italien. Am 23. Mai erfuhr Gudrun, dass sich ihr Vater in britischer Gefangenschaft das Leben genommen hatte. Mutter und Tochter wurden in mehreren Internierungs- und Gefangenenlagern in Italien, Frankreich und Deutschland untergebracht, so auch im Kriegsverbrechergefängnis Nürnberg. Im November 1946 wurden die 17-jährige Gudrun und ihre Mutter aus der Internierung entlassen. Ab Ende 1946 lebte sie zunächst mit ihrer Mutter in einer Einrichtung der Von Bodelschwinghschen Anstalten Bethel. Die Einrichtung wollte diese Unterbringung als Akt christlicher Nächstenliebe verstanden wissen. In Wirklichkeit waren in den Bethel-Anstalten aber nach dem Tod des damaligen Leiters Friedrich von Bodelschwingh d. J. zahlreiche Nazis untergetaucht oder sogar angestellt. Ab 1947 besuchte Gudrun Himmler die Meisterschule für das gestaltende Handwerk in Bielefeld, musste die Ausbildung aber abbrechen, als sie nach der Währungsreform im Juni 1948 kein Stipendium erhielt. Sie begann eine Schneiderlehre, die sie 1951 mit der Gesellenprüfung abschloss.

### In der Bundesrepublik
1952 trennte sich Gudrun Himmler von ihrer Mutter und zog nach München. In den folgenden Jahren arbeitete sie als Zuschneiderin, Akkordarbeiterin, Bürohilfe und schließlich als Sekretärin. Aufgrund ihrer Herkunft verlor sie mehrfach ihre Stellungen. Von Ende 1961 bis Ende 1963 arbeitete sie unter falschem Namen als Sekretärin beim Bundesnachrichtendienst (BND). Später heiratete sie Wulf-Dieter Burwitz (* 1935), einen Journalisten, der lange Jahre als Autor für rechte und rechtsextreme Zeitschriften und zeitweilig als Funktionär im NPD-Landesverband Bayern tätig war. Mit ihrem Mann lebte Gudrun Burwitz in München. Das Paar bekam zwei Kinder. Ihre Identität hielt sie nach ihrem Namenswechsel lange Zeit geheim. Selbst ihrem Schwiegersohn war die wahre Identität von Gudrun Burwitz zunächst nicht bekannt. Offiziell gehörte das Haus, das sie bewohnte, nicht ihr, und sie hatte auch keinen auf ihren Namen eingetragenen Telefonanschluss. Von Gudrun Burwitz gibt es nach 1945 nur wenige Fotos. Fabian Leber beschreibt sie im Berliner Tagesspiegel so:

„Auf diesen Fotos wirkt sie bieder und schüchtern, die angegrauten Haare sind hinten zusammengebunden, vorne ein Pony, die Augen verschwinden hinter einer großen Hornbrille. Man könnte diese Frau für eine pensionierte Lehrerin halten. Doch Gudrun Burwitz hat nicht einfach einen geruhsamen Lebensabend im Sinn. Sie verbringt ihre Zeit damit, aus Tätern Opfer zu machen.“

 Gudrun Burwitz verstarb am 24. Mai 2018 im Alter von 88 Jahren.

### Verhältnis zum Vater
Gudrun Himmler hing zärtlich an ihrem Vater, stickte und bastelte für ihn und sammelte alle seine Zeitungsbilder in einem großen Album. Schon als Kind war sie stolz darauf, die Tochter eines berühmten Mannes zu sein. Es ärgerte sie aber, dass ihr Vater nicht mit militärischen Heldentaten hervorgetreten war. So notierte sie in ihr Tagebuch: „Alle bekommen Orden und Auszeichnungen, nur Pappi nicht. Und der müßte am ersten eine bekommen. Wenn er nicht wäre, dann wäre manches anders.“ Im nationalsozialistischen Deutschland galt Gudrun Himmler inoffiziell und ironisch als „Nazi-Prinzessin“. In der NS-Zeit begleitete sie ihren Vater mehrfach bei offiziellen Anlässen, beispielsweise zu öffentlichen Veranstaltungen, beim Besuch einer Gefangenensammelstelle und des KZ Dachau 1941. In ihrem Tagebuch hielt sie dazu fest:
„Heute haben wir das Konzentrationslager in Dachau besucht. Wir schauten uns so viel an, wie wir konnten. Wir sahen die Gartenarbeiten. Wir sahen die Birnbäume. […] Wir sahen all die Bilder, die Häftlinge gemalt haben. Wunderbar.“
Als Gudrun Himmler im August 1945 vom Tod ihres Vaters erfuhr, reagierte sie mit einem totalen körperlichen Zusammenbruch. Den Selbstmord Heinrich Himmlers bezweifelte sie später. In ihren Wohnungen hing in einem Silberrahmen immer ein großes Porträtfoto ihres Vaters. Gudrun Burwitz sagte: „Heute wird mein Vater als größter Massenmörder aller Zeiten gehasst. Ich sehe es als meine Lebensaufgabe an, der Welt meinen Vater in einem anderen – wahren – Licht darzustellen.“ Deshalb plante sie in den späten 1950er Jahren, ein Buch über ihren Vater zu schreiben, um ihn zu entlasten. Das Buch ist nie erschienen. Als Heinrich Himmlers Geheimreden Anfang der 1970er Jahre vom Propyläen Verlag veröffentlicht werden sollten, pochte seine Tochter auf ihre Urheberrechte und erstritt eine hohe Abfindung.

### Politische Betätigung
Gudrun Himmler betätigte sich nach 1945 politisch im Sinne ihres Vaters. Sie hatte der Ideologie des Nationalsozialismus nie abgeschworen und immer wieder versucht, dessen Auswirkungen und die Taten ihres Vaters zu relativieren und zu rechtfertigen. In der rechtsradikalen und neonazistischen Szene war sie durchgängig aktiv und unterstützte die 1952 gegründete Wiking-Jugend, die nach dem Vorbild der Hitlerjugend organisiert und ideologisch ausgerichtet war. 1955 folgte sie zusammen mit Adolf von Ribbentrop, dem Sohn des hingerichteten NS-Außenministers, einer Einladung des britischen Faschisten und Oswald-Mosley-Anhängers Sidney Proud nach London, wo sie vor einer Gruppe von Union-Movement-Mitgliedern sprach. Gudrun Himmler erklärte dort, ihr Vater sei ein großer Mann gewesen, der aber sehr missverstanden wurde und dessen guter Name von den Juden zerstört worden sei. Des Weiteren war sie mit der am 24. März 2007 verstorbenen Niederländerin Florentine Rost van Tonningen befreundet, die in den Niederlanden als die „Schwarze Witwe“ bekannt war und nach dem Zweiten Weltkrieg in verschiedenen Vereinen der „altnazistischen“ Szene tätig war. Bei einschlägigen Versammlungen wie Treffen der Waffen-SS und dem Ulrichsbergtreffen in Österreich trat sie als „Star der braunen Szene“ und Autorität zugleich auf.
Burwitz engagierte sich gerade auch in den letzten Jahren immer noch intensiv für NS-Täter. Schwerpunkt ihrer Tätigkeit war der Verein „Stille Hilfe für Kriegsgefangene und Internierte“. Jahrzehntelang unterstützte sie maßgeblich die Organisation, ohne jedoch dazu konkrete Aussagen zu tätigen. Ihr Engagement zeigte sich besonders deutlich im Fall Anton Malloth. Malloth, der rund 40 Jahre in Meran unbehelligt gelebt hatte, wurde 1988 von Italien an Deutschland ausgeliefert und für seine Taten als Aufseher in der Kleinen Festung Theresienstadt nach einem langjährigen Ermittlungsverfahren im Jahr 2001 zu lebenslanger Haft verurteilt. In der Zeit von 1988 bis 2001 lebte Malloth in Pullach am Südrand Münchens. Gudrun Burwitz hatte ihm dort im Auftrag der „Stillen Hilfe“ zu einem Zimmer in einem Seniorenheim mit gehobenem Niveau verholfen, das auf einem Grundstück liegt, das zur NS-Zeit dem Stellvertreter des Führers Rudolf Heß gehört hatte. Als Ende der 1990er Jahre publik wurde, dass der Seniorenheimaufenthalt Malloths zum großen Teil von der deutschen Sozialhilfe finanziert wurde, kam in der deutschen Öffentlichkeit Kritik auf – auch an der Beteiligung der Himmler-Tochter Gudrun Burwitz. Anwaltlich wurde Gudrun Burwitz von dem 2022 verstorbenen Münchner Rechtsanwalt Klaus Goebel vertreten, der auch für Malloth und die Stille Hilfe tätig war.